# Olegariusz
Olegariusz, Święty Olegariusz (kata.) Oleguer, (hiszp.) Olegario (ur. ok. 1060 w Barcelonie – zm. 6 marca 1137 tamże) – święty katolicki, arcybiskup.

## Biografia
Olegariusz święcenia kapłańskie przyjął w 1094 roku, po czym został kanonikiem w Katedrze św. Eulalii w Barcelonie. Następnie wstąpił do klasztoru augustianów i został jego opatem. W 1116 roku papież Paschalis II powołał go na stanowisko biskupa Barcelony, a 21 marca 1118 roku papież Gelazjusz II zlecił mu misję odbudowania biskupstwa Tarragony, odzyskanej z rąk muzułmanów, której został arcybiskupem.
W czerwcu 1119 roku uczestniczył w synodzie w Tuluzie, w październiku tegoż roku w Reims, w marcu 1123 roku w Soborze Laterańskim I, a także synodzie w Clermont-Ferrand w 1130 roku.

## Kult

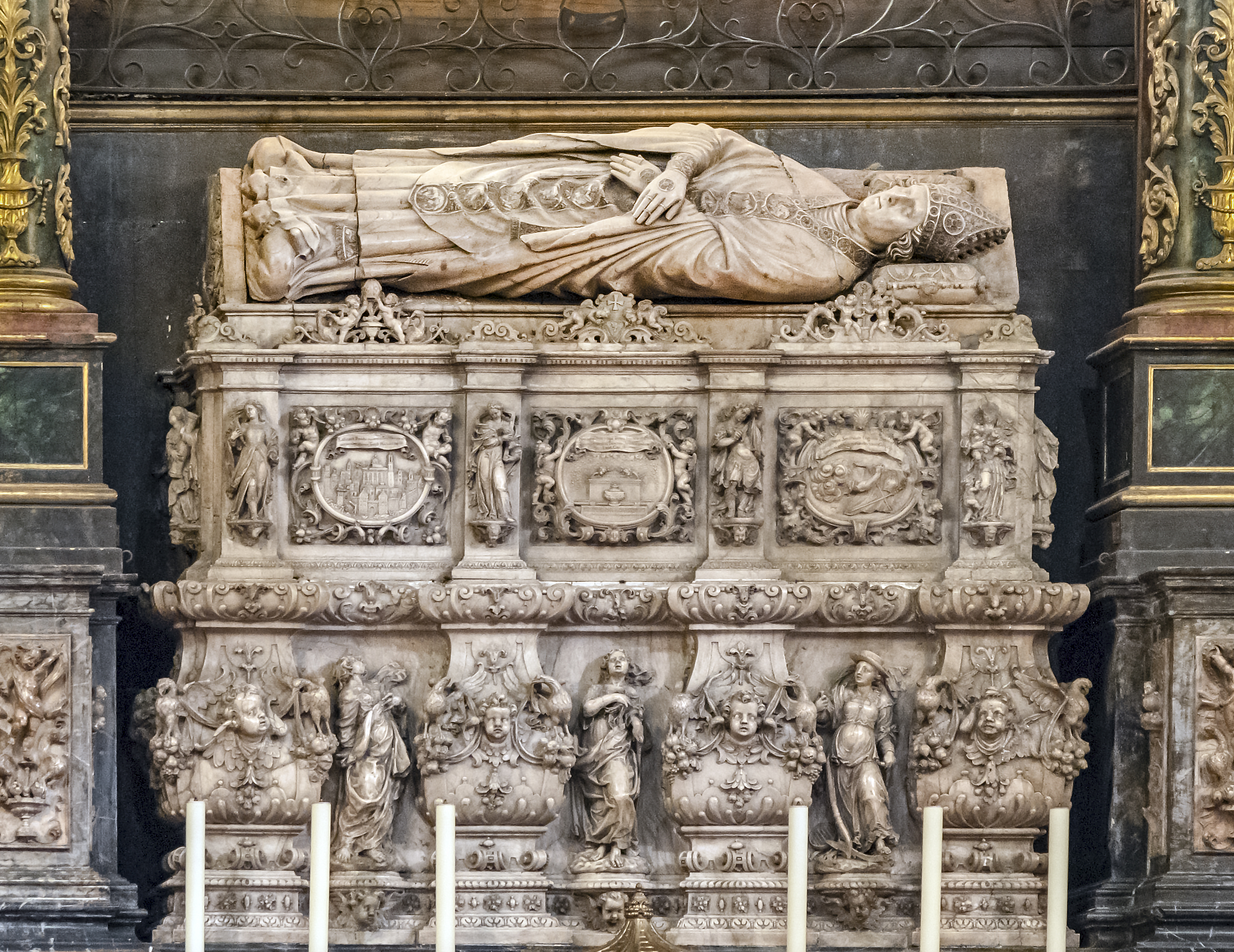
Grobowiec św. Olegariusza w Katedrze św. Eulalii w Barcelonie

Kanonizacji Olegariusza dokonał 18 maja 1675 w Rzymie papież Klemens X.
Relikwie świętego znajdują się w ołtarzu katedry w Barcelonie.
Jego wspomnienie liturgiczne w Kościele katolickim obchodzone jest 6 marca.